# Jarinko Chie
Jarinko Chie (яп. じゃりン子チエ Дзяринко Тиэ, «Хулиганка Тиэ») — манга, автором которой является Эцуми Харуки. Публиковалась издательством Futabasha в журнале Manga Action с 1978 по 1997 год. Получила премию сёгакукан за лучшую мангу основного жанра.
По мотивам манги были выпущены полнометражный фильм и 2 аниме-сериала. Первый фильм был выпущен 11 апреля 1981 года. Чуть позже свою трансляцию начал аниме-сериал, которая длилась с 3 октября 1981 года по 25 марта 1983 года. Всего выпущено 64 серии. Через 10 лет свою трансляцию начал второй сезон сериала, который включает 39 серии.

## Сюжет
Сюжет разворачивается вокруг девочки по имени Тиэ, которая учится в пятом классе. У неё мало времени остаётся на учёбу, так как мать умерла, девочка должна справляться с домашним хозяйством, обслуживать распивную-закусочную, одновременно быть официантской и готовить еду/напитки. Но и главное следить за отцом, который склонен играть в азартные игры и ввязываться в драки местных бандитов.

## Роли озвучивали
| Актёр          | Роль            |
| -------------- | --------------- |
| Тинацу Накаяма | Тиэ Такэмото    |
| Кацуэ Мива     | Хирамэ          |
| Итиро Нагай    | Котэцу          |
| Норио Нисикава | Тэцу Такэмото   |
| Ёсико Ота      | Антонио-младший |